# طراحی سلاح هسته‌ای

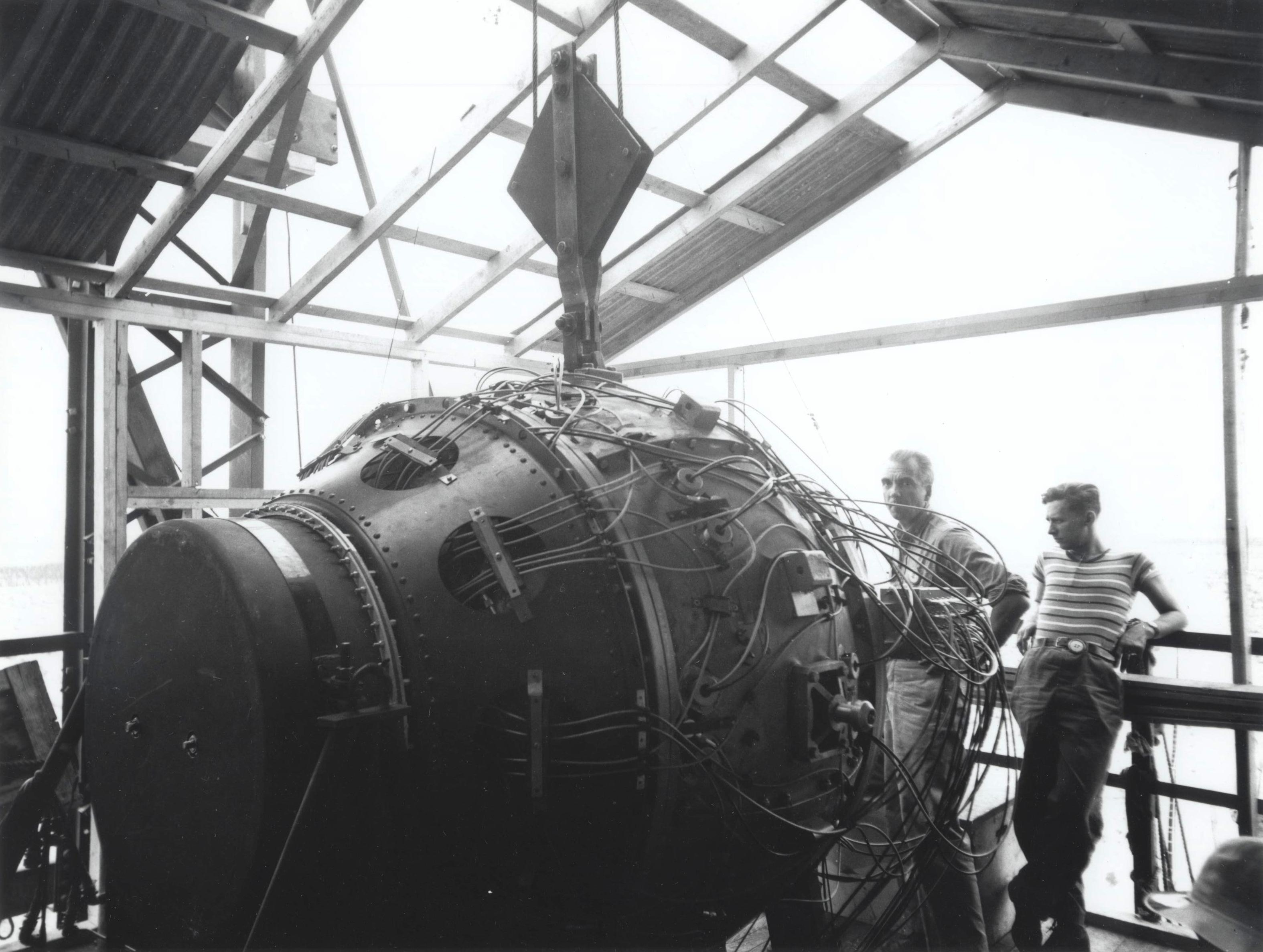
The اولین دستگاه‌های انفجاری هسته‌ای، بلوک‌های سازندهٔ اصلی سلاح‌های آینده را فراهم کردند. تصویر، دستگاه «گجت» را نشان می‌دهد که برای آزمایش ترینیتی آماده می‌شود.

طراحی سلاح هسته‌ای ترتیبات فیزیکی، شیمیایی و مهندسی هستند که باعث می‌شوند بسته فیزیک از یک جنگ‌افزار برای انفجار. سه نوع طراحی اساسی موجود وجود دارد:
1. سلاح‌های شکافت خالص ساده‌ترین، کم‌دردسرترین از نظر فنی هستند، اولین سلاح‌های هسته‌ای ساخته شده و تاکنون تنها نوعی هستند که در جنگ توسط ایالات متحده در امپراتوری ژاپن در جنگ جهانی دوم استفاده شده‌اند.
2. سلاح شکافت تقویت‌شده‌ها سلاح‌های شکافت هستند که از واکنش‌های همجوشی هسته‌ای برای تولید نوترون‌های پرانرژی استفاده می‌کنند که واکنش زنجیره‌ای شکافت را تسریع کرده و کارایی آن را افزایش می‌دهند. تقویت می‌تواند بازده انرژی شکافت سلاح را بیش از دو برابر کند.
3. بمب هیدروژنی مرحله‌ای ترتیبی از دو یا چند «مرحله» هستند، که معمولاً دو مرحله هستند، که در آن سلاح بخش قابل توجهی از انرژی خود را از همجوشی هسته‌ای (و همچنین معمولاً شکافت هسته‌ای) به دست می‌آورد. مرحله اول معمولاً یک سلاح شکافت تقویت‌شده است (به جز اولین سلاح‌های گرما هسته‌ای که از یک سلاح شکافت خالص استفاده می‌کردند). انفجار آن باعث می‌شود که با پرتو ایکسها به شدت بدرخشد، که مرحله دوم پر از سوخت همجوشی را روشن و منفجر می‌کند. این امر سلسله‌ای از رویدادها را آغاز می‌کند که منجر به سوختن گرما هسته‌ای یا همجوشی می‌شود. این فرایند پتانسیل بازدهی صدها یا هزاران برابر بیشتر از سلاح‌های شکافتی را دارد.[۲]